# María Renée Carmona
María Renée Carmona (sinh ngày 26 tháng 5 năm 1995 là một nữ hoàng sắc đẹp.